# Edward C. Aldridge

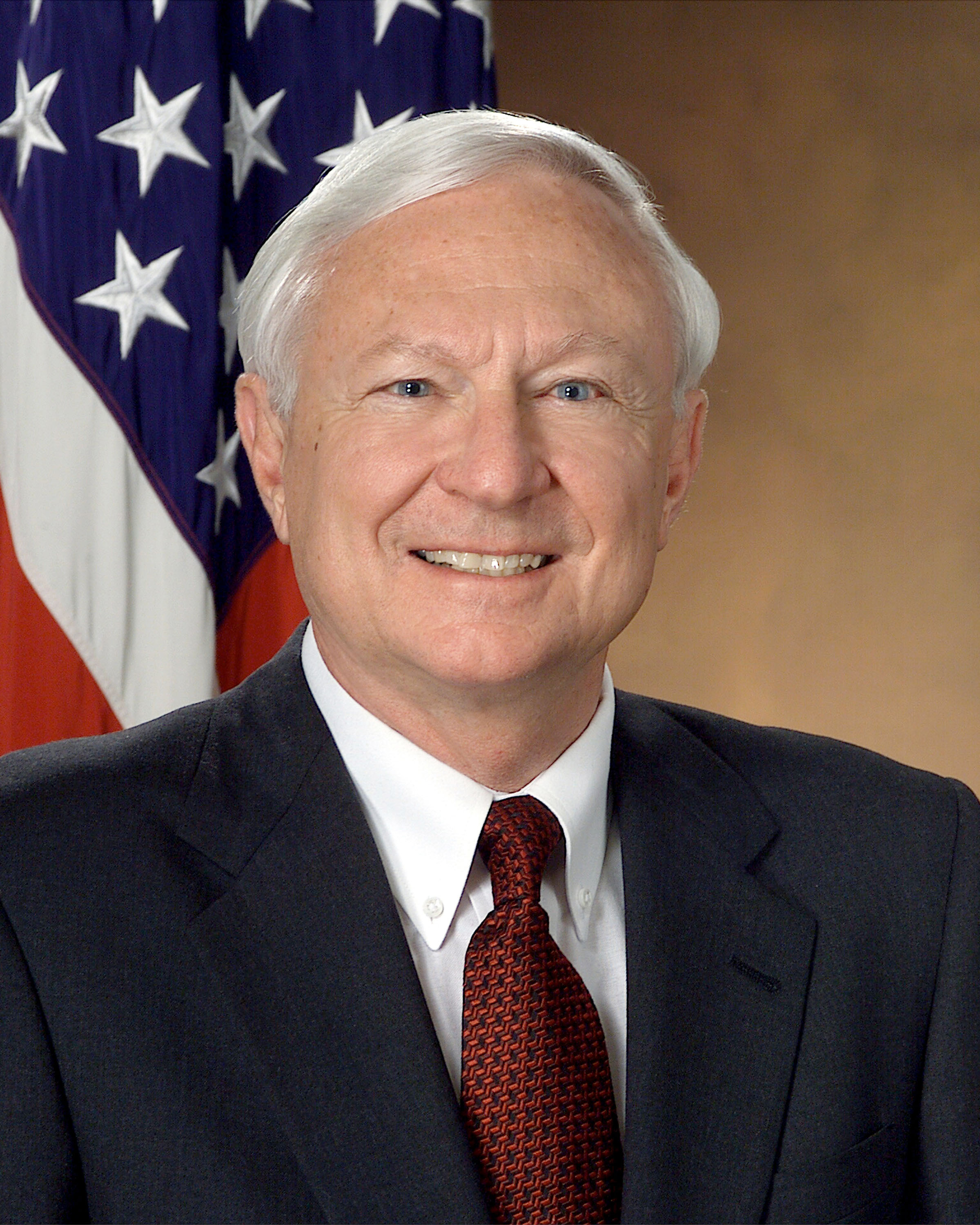
Edward C. Aldridge, Jr. (2001)

Edward „Pete“ Cleveland Aldridge, Jr. (* 18. August 1938 in Houston, Texas) ist ein US-amerikanischer Politiker der Republikanischen Partei und Wirtschaftsmanager, der von 1981 bis 1986 US Under Secretary of the Air Force sowie zwischen 1986 und 1988 16. United States Secretary of the Air Force war. Er war zugleich zwischen 1981 und 1988 Direktor des Nationalen Amtes für Aufklärung NRO (National Reconnaissance Office) sowie später von 2001 und 2003 Unterstaatssekretär im Verteidigungsministerium für Beschaffung, Technologie und Logistik (Under Secretary of Defense for Acquisition, Technology, and Logistics).

## Leben

### Studien, Mitarbeiter des Verteidigungsministeriums und Privatwirtschaft

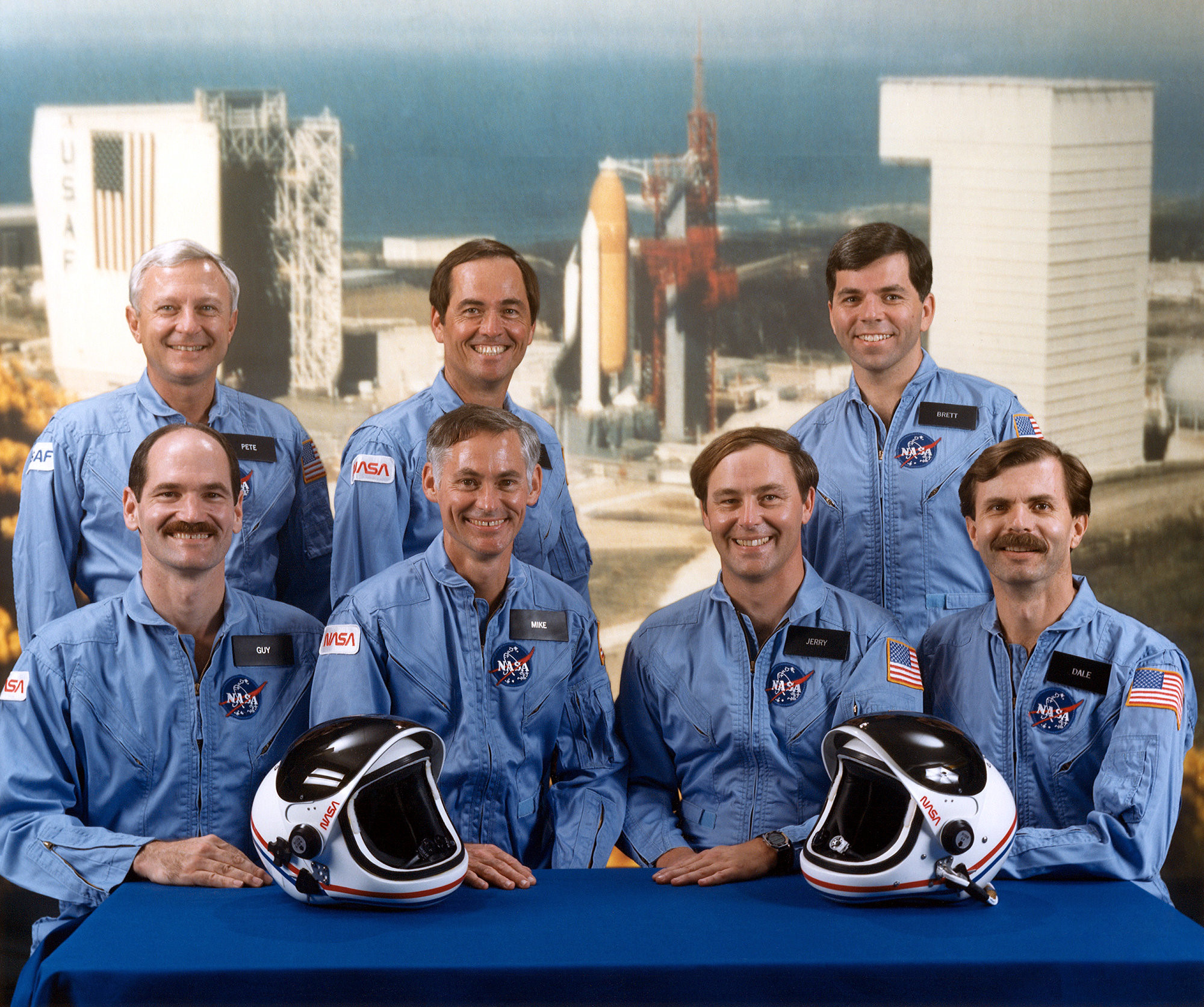
Die Crewmitglieder der abgesagten Space-Shuttle-Mission „STS-62-A“: Guy Spence Gardner, Mike Mullane, Jerry Ross, Dale Gardner (vordere Reihe v. l. n. r.) sowie Aldridge, Robert Crippen und John Brett Watterson (hintere Reihe, v. l. n. r.) (1986).

Edward „Pete“ Cleveland Aldridge, Jr., Sohn von Edward Cleveland Aldridge und dessen Ehefrau Lillie Idell Radford Aldridge, wuchs in Shreveport in Louisiana auf und begann nach dem Schulbesuch ein Studium der Luft- und Raumfahrttechnik an der Texas A&M University (TAMU), das er 1960 mit einem Bachelor of Science (BS Aeronautical Engineering) beendete. Ein darauf folgendes postgraduales Studium der Luft- und Raumfahrttechnik am Georgia Institute of Technology schloss er 1962 mit einem Master of Science (MS Aeronautical Engineering) ab. Im Anschluss war er in verschiedenen Funktionen in der Abteilung für Raketen und Raumfahrt beim Flugzeughersteller Douglas Aircraft Company beschäftigt, ehe er 1967 ins Verteidigungsministerium (US Department of Defense) wechselte. Dort war er zunächst als Analyst für Operationsforschung (Operations Research Analyst) im Stab des Leiters der Unterabteilung Systemanalyse (Assistant Secretary of Defense for Systems Analysis) tätig und dann bis Juli 1972 Leiter des Referats Strategische Verteidigung (Director, Strategic Defensive Division). Er war auch Berater bei den Gesprächen zur Begrenzung strategischer Rüstung SALT (Strategic Arms Limitation Talks) in Helsinki und Wien.
1972 kehrte Aldridge als Senior Manager beim Luft- und Raumfahrtechnikunternehmen Ling-Temco-Vought LTV Aerospace Corp. in Dallas für ein Jahr in die Privatwirtschaft zurück, bis er zum Leitenden Manager (Senior Management Associate) im Amt für Verwaltung und Haushaltswesen OMB (Office of Management and Budget) im US-Präsidialamt (Executive Office of the President of the United States) ernannt wurde. Im Februar 1974 kehrte er ins Verteidigungsministerium zurück und fungierte bis März 1976 als stellvertretender Leiter der Unterabteilung für strategische Programme (Deputy Assistant Secretary of Defense for strategic Programs). Anschließend war er zwischen März 1976 und März 1977 als Leiter des Referats Planung und Bewertung (Director of Planning and Evaluation) einer Hauptberater des Verteidigungsministers bei der Planung und Programmbewertung für US-Streitkräfte und ihrer Unterstützungsstruktur.
Im März 1977 wechselte Edward C. Aldridge wieder in die Privatwirtschaft und wurde zum Vizepräsidenten der Nationalen Politik- und Strategiesystemgruppe (National Policy and Strategic Systems Group) der Systems Planning Corporation SPC in Arlington ernannt, ein in Virginia ansässiges Unternehmen, das 1970 gegründet wurde und militärische Elektronik wie Flugsteuerungssysteme, Radar- und Systemtechnik und technische Unterstützung in den Bereichen Luftkrieg, Cybersicherheit, Programmmanagement und Erforschung fortschrittlicher Waffensysteme, fortschrittlicher Weltraumsysteme und fortschrittlicher Mikrosysteme  für das US-Verteidigungsministerium herstellt. Dort war verantwortlich für die Studien- und Analyseaktivitäten des Unternehmens in den Bereichen strategische und konventionelle Streitkräfte und Langstrecken strategische Planung.
Am 3. August 1981 wurde Aldridge als Nachfolger von Antonia Handler Chayes stellvertretender Luftwaffenminister (US Under Secretary of the Air Force) und trug als solcher bis zu seiner Ablösung durch James F. McGovern die Verantwortung für die allgemeine Leitung, Anleitung und Überwachung der Raumfahrtprogramme der Air Force, einschließlich Start- und Orbit-Operationen, und die Planung zukünftiger Weltraumkapazitäten. Er löste des Weiteren am 3. August 1981 Robert J. Hermann als Direktor des Nationalen Amtes für Aufklärung NRO (National Reconnaissance Office) ab, ein 1960/61 gegründeter US-Militärnachrichtendienst, der für das militärische Satellitenprogramm verantwortlich ist. Er bekleidete dieses Amt bis zum 16. Dezember 1988, woraufhin Martin C. Faga seine Nachfolge antrat. 1985 erhielt er den Military Astronautics Award der American Astronautical Society. Vor dem Unfall der Raumfähre Challenger am 28. Januar 1986 befand sich Aldridge im Astronautentraining, um sich auf seine Teilnahme als Nutzlastspezialist an der ersten Shuttle-Mission von der Vandenberg Air Force Base in Kalifornien vorzubereiten.

### US Secretary of the Air Force, Wirtschaftsmanager und Unterstaatssekretär im Verteidigungsministerium

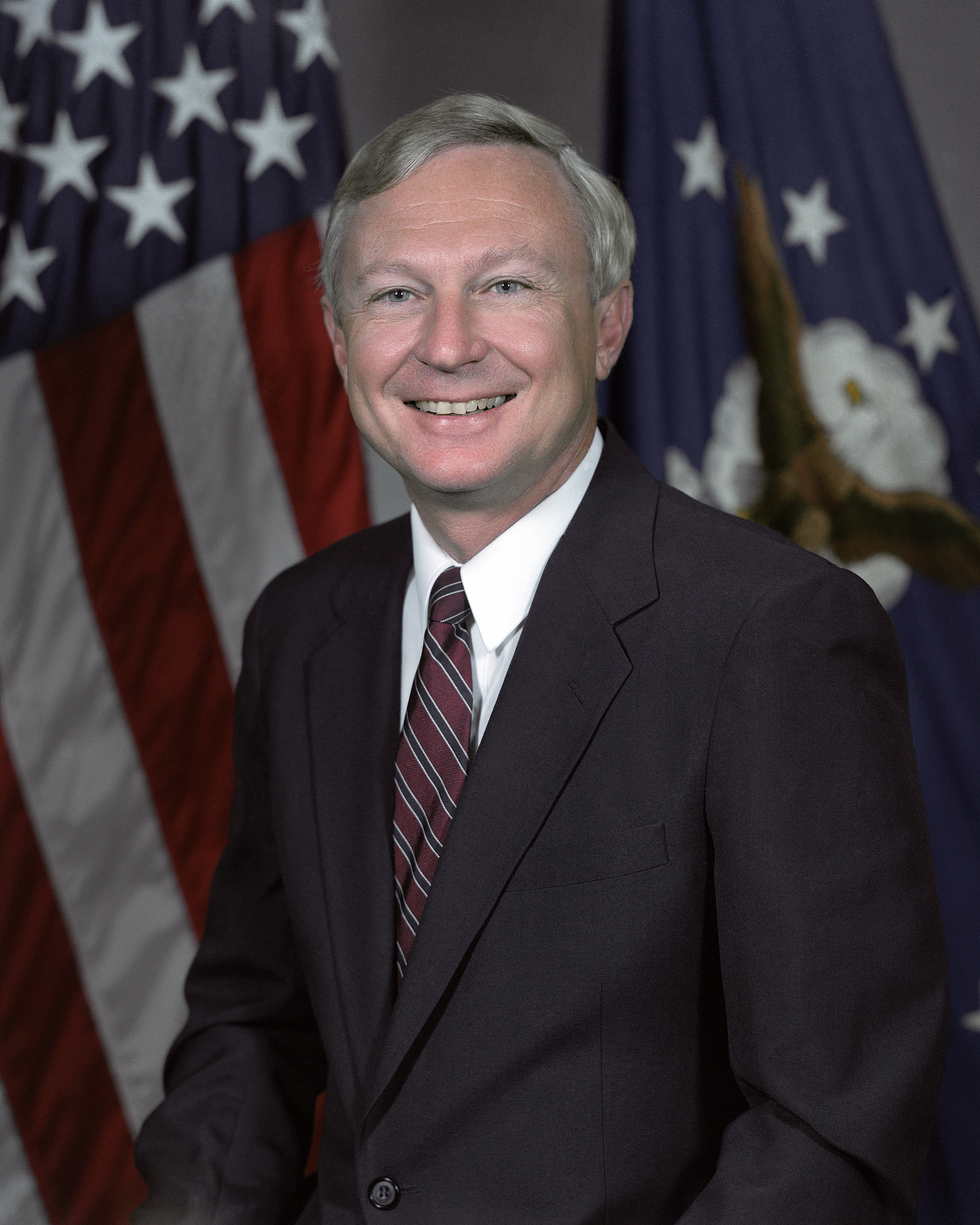
Edward C. Aldridge, Jr. (1986)

Als Nachfolger von Russell A. Rourke übernahm Edward C. Aldridge zunächst kommissarisch den Posten als Acting Secretary of the Air Force. Am 9. Juni 1986 wurde er von US-Präsident Ronald Reagan zum 16. US Secretary of the Air Force ernannt und bekleidete dieses Amt bis zum 16. Dezember 1988, woraufhin James F. McGovern sein kommissarischer Nachfolger wurde.
Nach seinem Ausscheiden aus der Regierung wechselte Aldridge 1988 wieder in die Privatwirtschaft und fungierte zwischen 1988 und 1992 als Präsident der zum Luft-, Raumfahrt- und Rüstungskonzerns McDonnell Douglas gehörenden MD Electronic Systems Co. Im Anschluss war er von 1992 bis 2001 Präsident und Chief Executive Officer (CEO) von The Aerospace Corporation, eine 1960 gegründete gemeinnützige Gesellschaft, die das staatlich finanzierte Forschungs- und Entwicklungszentrum FFRDC (Federally funded research and development center) in El Segundo in Kalifornien betreibt. Außerdem war er zwischen 1993 und 2001 Mitglied des Aufsichtsrates der United Industrial Corporation.
In der Regierung von US-Präsident George W. Bush übernahm „Pete“ Aldridge zwischen dem 10. Mai 2001 und dem 23. Mai 2003 im Verteidigungsministerium noch den Posten als Unterstaatssekretär und Leiter der Abteilung für Beschaffung, Technologie und Logistik (Under Secretary of Defense for Acquisition, Technology, and Logistics). Im Anschluss war er wieder in der Wirtschaft tätig und wurde 2003 Mitglied der Aufsichtsräte des Rüstungskonzerns Lockheed Martin, des Telekommunikationsunternehmens Global Crossing sowie des Rüstungsunternehmens Alion Science and Technology.
Für seine Verdienste erhielt er zahlreiche Auszeichnungen wie den Verdienstpreis des Verteidigungsministers (Secretary of Defense Meritorious Civilian Service Award), die Auszeichnung des Verteidigungsministeriums für herausragende zivile Dienste (Department of Defense Distinguished Civilian Service Award) und die Auszeichnung des Verteidigungsministeriums für herausragende öffentliche Dienste (Department of Defense Medal for Distinguished Public Service). Er wurde ferner zum verdienten Alumnus des College of Engineering Alumnus der Texas A&M University ernannt. 2013 wurde Aldridge in die American Academy of Arts and Sciences gewählt.